# Toqta
Toqta (Tokhta, Tokhtai, Toktu o Tokhtogha) (Тохтога, Тохтох) (muerto. c. 1312) fue un kan de la Horda Dorada, hijo de Mengu-Timur y bisnieto de Batu Kan.
Su nombre Tokhtokh significa "«propiedad»" en idioma mongol.

## Reinado inicial bajo Nogai
En 1288, Tokhta fue desplazado por sus primos. En 1291, reclamó el trono con ayuda de Nogai Khan. Tokhta obsequió a Nogai con la región de Crimea. Nogai decapitó a numerosos nobles mongoles que apoyaban a Tulabuga, gracias a su nuevo kan títere.
Tokhta quería eliminar la semi-independencia de los príncipes rusos y por ello envió a sus hermanos Dyuden (Tudan) a las tierras rusas. En 1293, sus ejércitos devastaron catorce poblados y Tokhta-Temur (probablemente en persona) hasta Tver, finalmente forzó a Dmitry Alexandrovich (aliado de Nogai) a abdicar. Los rusos dejaron registro de este evento en su crónica con la anotación: «Los tiempos duros han regresado a Batu». Algunos estudiosos sostienen que la invasión fue ejecutada por Tokhta y Nogai juntos.
Pronto, Tokhta y Nogai se enfrentaron. Saljiday de los Khunggirads suegro del kan, su esposa Bekhlemish, la nieta de Tolui y otros Chingisids en la Horda también se quejaron del enfrentamiento de Nogai con Tokhta. Nogai se negó a concurrir a la corte del kan. Y tampoco estaban de acuerdo en cuanto a los derechos comerciales de los mercaderes venecianos y genoveses.
Las fuerzas del kan perdieron la primera batalla contra Nogai en 1299-1300. Nogai no lo persiguió y regresó. Tokhta le pidió ayuda a Ghazan. Ghazan se la negó, porque no deseaba mezclarse en las peleas de Tokhta. En 1300, Tokhta finalmente venció a Nogai en la batalla del río Kagamlyk, cerca de Poltava, y unificó bajo su poder los territorios desde el río Volga hasta el Don. Pero Chaka el hijo de Nogai, se fue a Alan y luego hacia Bulgaria donde se estableció como emperador. Poco tiempo después de que Tokhta se enojara, Teodoro Svetoslav le envió la cabeza de Chaka al kan como muestra de su sumisión. Tokhta dividió la tierra de Nogai que abarcaba desde Crimea y los principados rusos hasta la actual Rumania entre su hermano Sareibugha y sus hijos.

## Reinado posterior

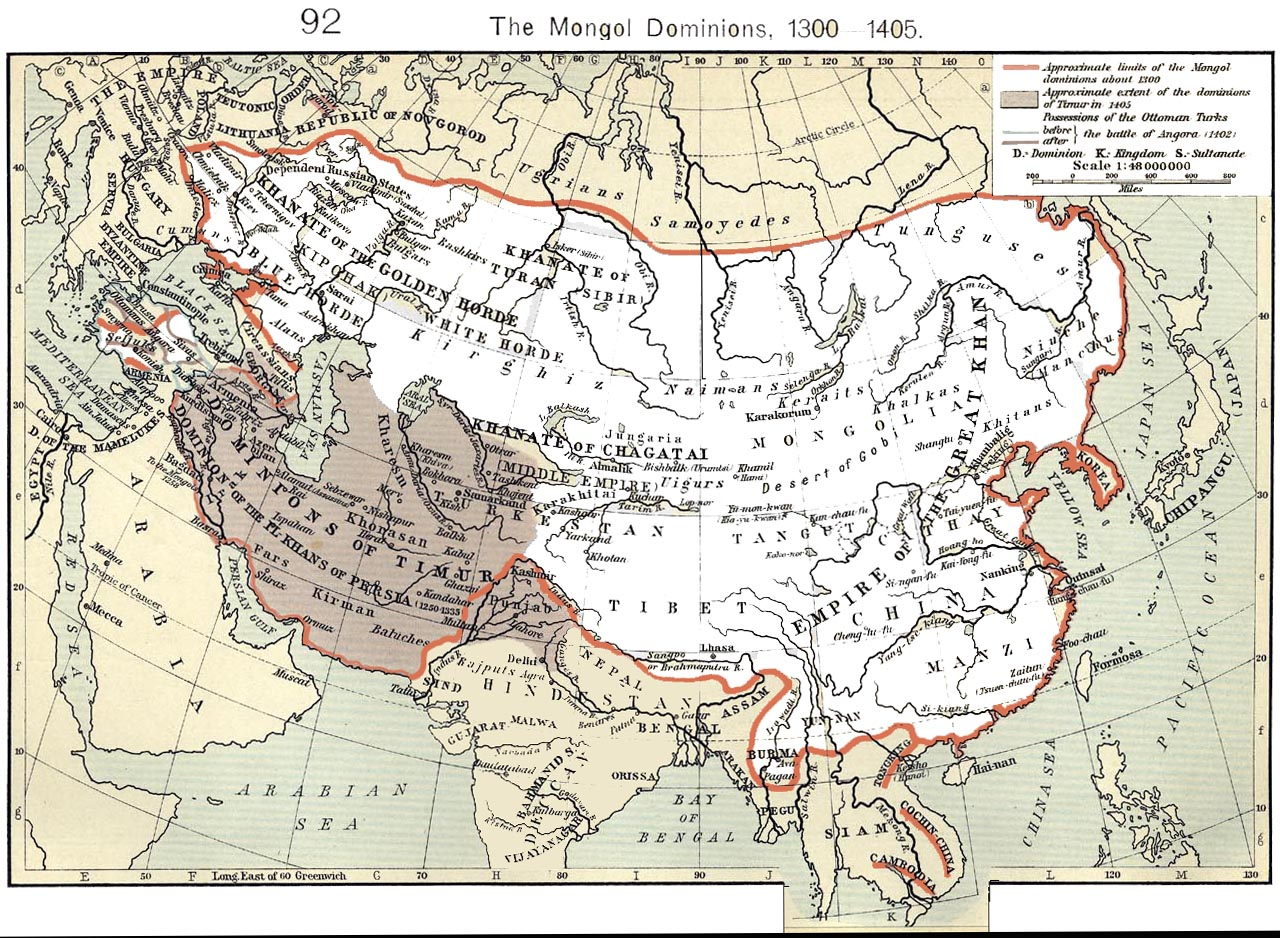
El imperio mongol, ca. 1300. La zona gris es el imperio Timurid.

Mientras Tokhta estaba ocupado peleando con Nogai, Bayan, kan de la Horda Blanca, le pidió ayuda para luchar contra los rebeldes de su Horda, pero Tokhta no pudo enviarle las tropas que le solicitaba. En 1301, Bayan huyó hacia donde se encontraba Tokhta. Tokhta le ayudó a reclamar el trono de la Horda Blanca de manos de Kuruichik, que contaba con el apoyo de Kaidu. El ejército de la Horda Dorada derrotó a las fuerzas militares al mando de Duwa, el kan del kanato de Chagatai, y de Chapar, el hijo de Kaidu.
Tras estabilizar su control sobre los principados rusos y las estepas Kipchak, le exigió a Ghazan que le devolviera Azerbaiyán y Arran. Pero Ilkhan se negó y le respondió: «Esta tierra fue conquistada por la espada de acero india de nuestros antecesores». Luego Tokhta se dirigió a los mamelucos para restaurar su antigua alianza y les envió sus enviados. Durante el reinado de Oljeitu, sus tropas en las fronteras pelearon escaramuzas, pero otro evento reclamó la atención de Tokhta.
En 1304, algunos mensajeros del kanato de Chagatai y de la dinastía Yuan llegaron a Sarai. Le explicaron el plan de su jefe y su propuesta de paz. Tokhta aceptó la supremacía nominal del Kan Yuan Timur Kan, el nieto de Kublai Khan; mientras que Muhammad Khudabanda Öljeitü reinaba sobre la Persia del Ilkanato, y Duwa mantenía la soberanía nominal en el kanato de Chagatai. Se restauraron el sistema postal y las rutas comerciales. La Horda Dorada envió dos tumens (20.000 hombres) para reforzar la frontera con Yuan.
Tokhta hizo arrestar a los residentes italianos de Sarai, y sitió Caffa en 1307. Aparentemente la causa fue que Tokhta se molestó por el comercio de esclavos túrquicos que hacían los italianos, los cuales eran vendidos como soldados al sultanato mameluco de Egipto. Los genoveses resistieron un año, pero en 1308, incendiaron la ciudad y la abandonaron. Las relaciones entre los italianos y la Horda Dorada permanecieron tensas hasta 1312 cuando Tokhta falleció durante los preparativos para una nueva campaña militar contra las tierras rusas. Algunas fuentes sostienen que murió sin dejar un heredero varón. Pero el Yuan shi y algunas fuentes musulmanas sostienen que tenía por lo menos tres hijos y que uno de ellos fue asesinado por los hombres de Uzbeg Kan.
Si bien él era chamanista, estaba interesado en el budismo. Tokhta fue el último kan no musulmán de la Horda Dorada.
En 1297, Tokhta se casa con María Paleóloga, de 19 años, hija del emperador bizantino Andrónico II. Ambos tuvieron una hija, que con el tiempo se casó con el duque Narimantas de Lituania.